# Прогресивна гражданска партия в Лихтенщайн
Прогресивната гражданска партия в Лихтенщайн (на немски: Fortschrittliche Bürgerpartei in Liechtenstein) е дясноцентристка консервативна политическа партия в Лихтенщайн.
Основана през 1918 година, тя е една от двете водещи партии в страната, като нейни представители оглавяват правителството през 1928-1970, 1974-1978, 1993 и 2001-2009 година. На парламентарните избори през 2013 година партията е първа с 40% от гласовете и 10 от 25 места в Ландтага.